# LG G2
El LG G2 es un teléfono inteligente desarrollado y producido por la compañía surcoreana LG Electronics. Se presenta como la segunda generación de la familia Optimus G de LG, antecedido por el LG Optimus G. El dispositivo fue lanzado con el sistema operativo Android 4.2.2 Jelly Bean y recibió una actualización a Android 5.0.2 Lollipop a principios de 2015.
El teléfono fue presentado en Nueva York, Estados Unidos el 7 de agosto de 2013, y comenzaron a comercializarse por más de 100 países en octubre del mismo año.

## Detalles
El dispositivo fue presentado en color negro cromático y está caracterizado por incluir el botón de volumen en su parte trasera. Este botón, el único que se encuentra en todo el terminal, proporciona un mayor control, ya que es ahí donde el usuario suele colocar el dedo índice. Según la propia compañía, el botón trasero proporciona ergonomía, mayor tamaño de pantalla y seguridad, ya que con el control de volumen en la parte trasera se reduce el riesgo de que el terminal se caiga, tanto al manipularlo como al realizar una llamada.
Este botón funciona además para activar la aplicación QuickMemo y la cámara, facilitando así tomar notas y tomar fotografías. Para que no sea necesario levantar el teléfono para encenderlo si está hacia arriba, también incorpora la tecnología KnockON, gracias a la cual puede encenderse con sólo tocar dos veces la pantalla.
Cuenta con una pantalla Full HD de 5,2 pulgadas de largo y 2,7 pulgadas de ancho; Además, incluye la tecnología Graphic RAM, que reduce el uso de energía de la pantalla hasta en un 30%.
El dispositivo incorpora una cámara trasera de 13 megapíxeles, con tecnología OIS (Optical Image Stabilizer), que permite tomar imágenes más claras y nítidas, incluso cuando se está en movimiento o en ambientes oscuros. Además, presenta otras características, como superresolución y multipunto AF, que ayudan a mantener el enfoque. La cámara trasera está complementada por una frontal de 2,1 megapíxeles.
El teléfono reproduce sonido de alta fidelidad 24 bit/192kHz, con calidad de estudio. La batería es de 3000 mAh, se ha diseñado para aprovechar al máximo el espacio interior y conseguir mayor duración.

## Especificaciones generales
| Característica             | Detalles |
| -------------------------- | --- |
| Fabricante                 | LG Electronics |
| Pantalla                   | Full HD de 5,2 pulgadas (1920x1080), con 423 ppi |
| Cámara                     | Trasera de 13 Mpx, delantera de 2,1 Mpx |
| Video                      | Full HD (1080p) 60fps |
| Redes                      | 2.5G GSM/GPRS/EDGE – 850, 900, 1800, 1900 MHz 3G HSPA+ – 850, 900, 1900, 2100 MHz 4G LTE – 700, 800, 1700, 1800, 1900, 2600 MHz Modelos: D802 LTE 800/900/1800/2100/2600 & D805 LTE 700/1700/2100/2600 |
| Disponibilidad             | 3 de octubre de 2013 |
| Peso                       | 143 g |
| Dimensiones                | 138.5 × 70.9 x 8.9 mm |
| Colores                    | Negro cromático y Blanco (disponible a partir de noviembre de 2013) |
| Conectividad               | Bluetooth 4.0, Wi-Fi, 4G, Allshare, Micro USB, NFC. |
| Micro SD                   | Admite tarjeta SD |
| Procesador                 | Qualcomm Snapdragon™ 800 (8974-AA) 2,26GHz |
| RAM                        | 2 GB |
| Batería                    | Li-Ion SIO+ de 3000 mAh |
| WLAN                       | 802.11b (11 Mbit/s), 802.11g (54 Mbit/s), 902.11d (roaming), 802.11i (seguridad, WEP, WPA, WPA2, EAP), 802.11e (QoS issues), 802.11n                                                                   |
| Sistema operativo          | Android 4.4.2 KitKat |
| Formatos de audio          | MP3, WMA, WAV, AAc, AAC+, M4A |
| Formatos de video          | MP4, H.264, H.263, AVI, FLW, MPEG |
| Métodos físicos de entrada | TRRS de 3.5 mm y Micro USB |

| Predecesor: LG Optimus G | Serie G de la familia LG Optimus 2013 | Sucesor: LG G3 |

## Configuraciones y funciones
- Manuales interactivos Archivado el 21 de enero de 2015 en Wayback Machine.